# Cold Blooded
Cold Blooded es el séptimo episodio de la tercera temporada de la serie de televisión estadounidense de drama sobrenatural y policíaco Grimm. El guion principal del episodio fue escrito por el guionista Dan E. Fesman, y la dirección general estuvo a cargo de Terrence O'Hara.
El episodio se transmitió originalmente el 13 de diciembre del año 2013 por la cadena de televisión estadounidense NBC junto al episodio 12 days of krampus como parte de la semi conclusión de la temporada antes de la vacaciones de invierno. Para la emisión de Latinoamérica, el estreno se llevó a cabo el 27 de enero del 2014 por el canal Unniversal Chanel.
En este episodio el más reciente caso de Nick y Hank los lleva a descubrir la verdad detrás de un mito de muchos siglos en la cultura estadounidense al verse obligados a descender a las alcantarillas de Portland. Renard por su parte decide continuar con su viaje en Europa para encontrarse con los miembros de la resistencia. Mientras que Adalid se topa con un primo lejano de Eric Renard, quien ha venido a hacer pagar a los responsables del atentado contra un noble.

## Argumento
La frase que inicia cada capítulo, corresponde en este caso a los versos finales del poema "An epilogue" del célebre poeta inglés John Dryden (1631-1700):

Versión en inglés
But for the pit confounders, let them go,
And find as little mercy as they show!
Versión en español
¡Y en cuánto a los que crearon ese foso, que se vayan,
y que encuentren tan poca piedad como ellos mostraron!

En Viena, Adalind es llevada ante la presencia del nuevo príncipe de una de las familias reales, el príncipe Viktor que le comenta que ahora que está al mando tiene planeado encontrar a los responsables de la muerte de Eric y le pide una lista de los nombres de los posibles sospechosos en Portland. Esa misma noche, Adalind continua untándose algo de los restos de Frau Pech en su vientre embarazado, sin notar que está siendo espiada por el noble.
En Portland, Nick y Hank investigan el homicidio de un joven que fue brutalmente asesinado en su hogar. Según los reportes forenses, el brazo de la víctima fue arrancado antes de morir, además de que la evidencia en la escena del crimen señala que quien lo cometió fue una persona muy alta y fuerte. Hank cree que el asesino podría ser un Siegbarste, pero no es sino hasta después del asesinato de un obrero en las alcantarillas en el que los detectives terminan situando sus sospechas en una clase de wesen que no conocen. Al visitar a Monroe, este les dice que el wesen al que se enfrentan es un gelumcaedus y con la ayuda de Rosalee y Juliette; la pandilla termina descubriendo que los Gelumcaedus son de la raza de wesen más antiguos conocidos, poseen la capacidad de arrancar miembros con la fuerza de sus mandíbulas y que los Grimm solían enfrentarse a ellos con una especie de brazalete especial.
En Vienna Renard y Meisner se reúnen con Sebastien para preguntarle sobre la persona que reveló su paradero ante agentes de la verrat. El espía les revela que solo sabe sobre la llegada del príncipe Viktor y que tiene una junta con el mismo al día siguiente. Los tres eventualmente se reúnen con otros dos miembros de la resistencia Franz y Claude, quienes se encuentran torturando a Breslau, el responsable de haber delatado a Meisner y Renard. Luego de la ejecución del traidor, proceden a ir al siguiente punto de reunión entre los demás miembros de la resistencia.
En Portland, Nick encuentra un vambrece para combatir a los Galumcaedus y con ayuda de un Hank armado con una escopeta, los dos detectives descienden a las alcantarillas, donde descubren la guarida del wesen cocodrilo que es rápidamente derrotado por Nick. Al llevarlo a la comisarÍa, descubren que el nombre del criminal es Gregorek y que ya tiene antecedentes de robar y allanar casas. Con el caso en apariencia concluido, Hank se retira a su hogar a descansar, pero al llegar es secuestrado por otro Galumcaedus y el hermano de Greorek, Andre, quien demanda que su hermano sea liberado usando al detective como rehén. Sin más opción que obedecer las reglas impuestas por el wesen, Nick lleva a Gregorek a las alcantarillas para salvar a Hank, pero al hacerlo el último advierte sobre la presencia de un tercer hermano y que por lo tanto los mismos no tienen planeado dejarlos ir. Nick se las arregla para matar a dos de los tres hermanos con su vambrace. Más tarde se dirige al tráiler de la tía Marie para regresar su caracterizada arma y se queda pensando en el apodo con el que Gregorek se refería a él: Decapitare.

## Elenco

### Principal
- David Giuntoli como Nick Burkhardt.
- Russell Hornsby como Hank Griffin.
- Bitsie Tulloch como Juliette Silverton.
- Silas Weir Mitchell como Monroe.
- Sasha Roiz como el capitán Renard.
- Bree Turner como Rosalee Calvert.
- Reggie Lee como el sargento Wu.
- Claire Coffee como Adalind Schade.

## Producción

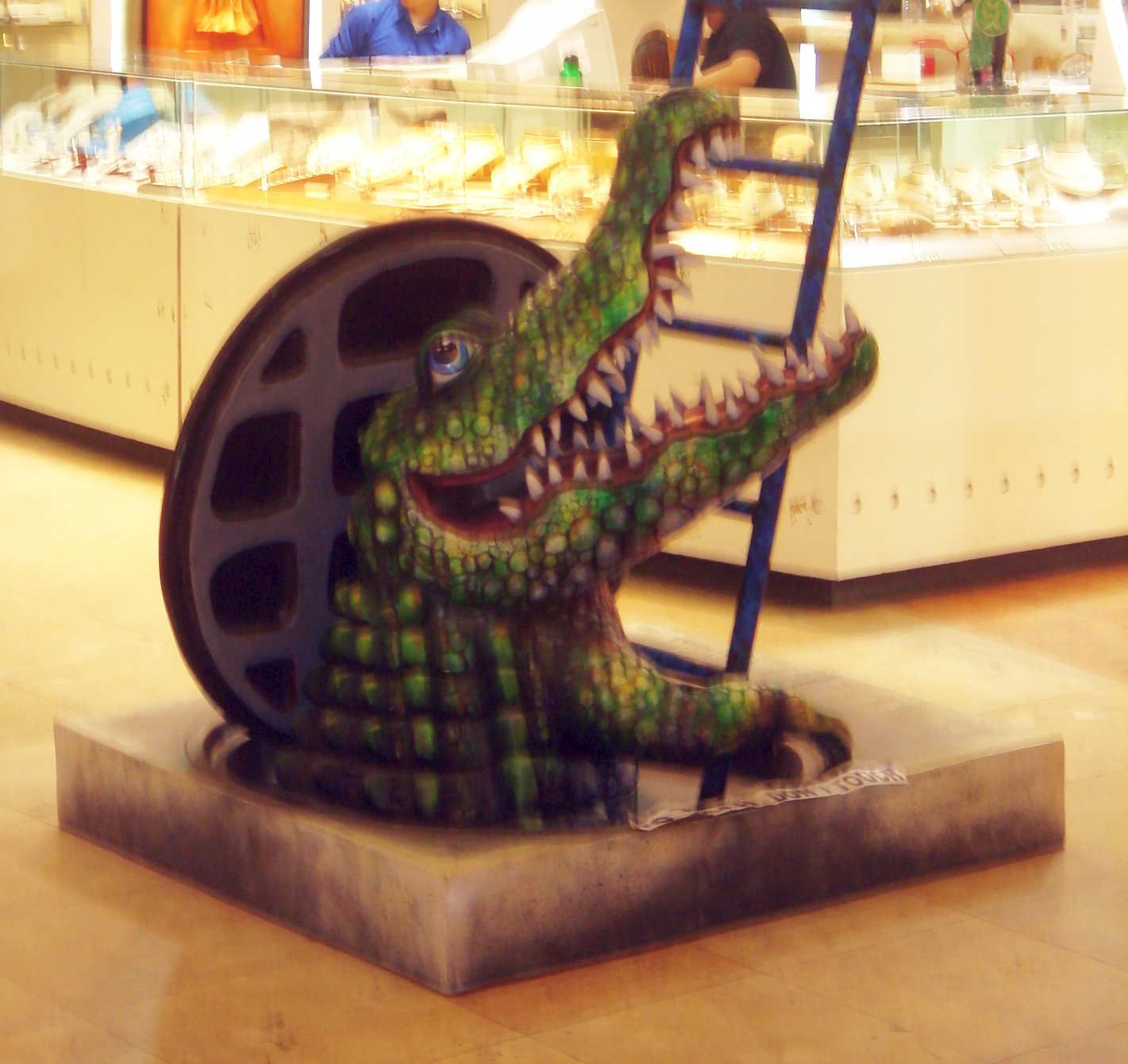
El episodio basó su argumento en la leyenda urbana de los lagartos en alcantarillas

El argumento y los villanos de la semana aparecidos en este episodio se basaron en una popular leyenda urbana de los Estados Unidos: Cocodrilos en alcantarillas. La noticia había sido anunciada previamente al estreno por los mismos creadores de la serie como parte de las novedades introducidas en la nueva temporada en la conferencia oficial de en la Comic con San Diego 2013.

### Actuación
El episodio marcó el debut del actor Alexis Denisof en la serie como Viktor Albert Wilhem George Beckendorf. Denisof ya había trabajado con Greenwalt, en la serie sobrenatural y de fantasía oscura: Ángel.

### Guion
En una entrevista con Rusell Hornsby por Tv Guide. El actor comento algunos detalles de la trama del episodio antes de su emisión oficial:

"Usualmente le ponemos un giro a un cuento de hadas de cien años, pero en esta ocasión tomamos una leyenda urbana moderna y la mezclamos con Calabozos & Dragones. Nick [David Giuntoli] y Hank bajan de la ciudad como guerreros listos para la batalla. Nick tiene este escudo de brazo especial que los Grimms usaban contra estas criaturas en los viejos tiempos. Hank hace su estilo del siglo 21. Para alguien que creció amando a Los Goonies y Star Wars, ¡Hacer esta clase de escenas sacan al niño en mi!."
Rusell Hornby

En una entrevista realizada tras la emisión del final de la primera parte de la temporada con David Giuntoli, comento sus experiencias en la filmación del episodio, en especial las partes de Nick usando una nueva arma: 

Sí, siempre es divertido poder usar una nueva arma. No puedo recordar su nombre. Nick esta impresionado de usar esta cosa. Es una de esas que satisface al niño en cualquier actor. Y hay un botón que presiono, y una navaja sale disparada. Fue muy divertido. Esto como subir de nivel con un arma..
David Giuntoli

En otra entrevista con TV Line, Giuntoli comento lo siguiente sobre las criaturas del episodio: "Estas criaturas tienen la misma fuerza que las mandíbulas de las del cocodrilo africano, y de veras pueden arrancarle los miembros de alguien sin esforzarse tanto, y eso es lo que pasa en las alcantarillas de Portland cuando los Gelumcaedus vienen a la ciudad."

### Continuidad
- Se revela la identidad de algunos miembros de la resistencia.
- Nick descubre un nuevo apodo con el que los Galumcaedus se referían a los Grimm: "Decapitare", que de acuerdo a Rosalee significa: aquel que corta las cabezas.

### Curiosidades
- Al parecer el brazalete especial, que ayuda a Nick a acabar con los Gelumcaedus se parece mucho a la "hoja oculta" que se utiliza en los videojuegos de Assassin's Creed, por los asesinos. Aunque no se evidencia de una relación entre un Asesino y un Grimm

## Recepción

### Audiencia
En el día de su transmisión original en los Estados Unidos por la NBC, el episodio fue visto por un total de 4.880.000 de telespectadores. Sin embargo el total de personas que vieron y descargaron el episodio fue de un total de 7.780.000.

### Crítica
Kevin McFarland de AV Club le dio al episodio una B+ en una categoría de la A a la F, comentando: "En la expansión de la mitología del show con los casos episódicos de Nick, le permite al show traer cosas como el vambrace con la cuchilla retraíble, atado con el creciente conocimiento de Nick al tener el trailer (necesita una mejor Grimmcueva), y varias las escenas de pelea y de esa manera solo no será Nick golpeando de forma improvisada a los Wesen y bateando su hacha favorita. Está mejorando en el combate mano a mano y su fuerza incrementada es una manera fácil de que el show quite cualquier desbalance en como imponerse a un enemigo. Al pelear con los lagartos (honestamente sigo lidiando con el deletreo, pero me arriesgaré “gellumkitis”), Nick salva a Hank, descubre un poco más de historia Wesen-las criaturas fueron en su tiempo guardias romanos, no tan ridículos como Hitler y las monedas con los Fuchsbau—y descubre un nuevo apodo que le gusta “Dicapitare.” No hay suficientes episodios que se desarrollen bien en un caso policíaco, pero cuando esa rutina no desarrolla a Nick, estoy más que feliz de ver la rutinaria investigación policíaca de fantasía/sobrenatural se desenvuelva en vez de ver más de Adalind untando crema sangrienta en su vientre."
Nick McHatton de TV Fanatic le dio al episodio junto con su primera parte 4 estrellas de 5 posibles, argumentando que las leyendas en las que basaron sus argumentos habían sido bien contadas y solo se mostró crítico en la promoción que tuvieron los mismos: "Si hay algo que tengo que criticar sobre estas dos entregas fue su esologán: el final de invierno. No tiene nada que ver con la temporada 3 y más con la televisión general." Sobre el episodio, McHatton comento: "El episodio 7 de la temporada 3 de Grimm realmente se centró en la idea que ha estado presente en la temporada: Nick es absolutamente valiente. Podría ser porque ha estado del lado de la muerte y regreso, o porque su círculo social está más en peligro ahora que su secreto se sabe, quiere asegurarse de que nadie más los atormente."